# Matthias von Oppen (Jurist)
Matthias von Oppen (* 30. August 1873 in Breslau; † 30. März 1924 in Allenstein) war ein preußischer Verwaltungsjurist. 

## Leben
Seine Eltern waren der Generalleutnant Karl von Oppen (* 2. April 1824; † 9. Mai 1895) und dessen zweite Ehefrau Gräfin Gabriele Marie von Itzenplitz (* 18. Juli 1839; † 21. September 1901). Sein Bruder Georg von Oppen wurde zuletzt Oberst a. D., Bruder Heinrich erbte Gut Alt-Friedland und war Polizeipräsident, Bruder Konrad von Oppen fiel 1914 als Major. 

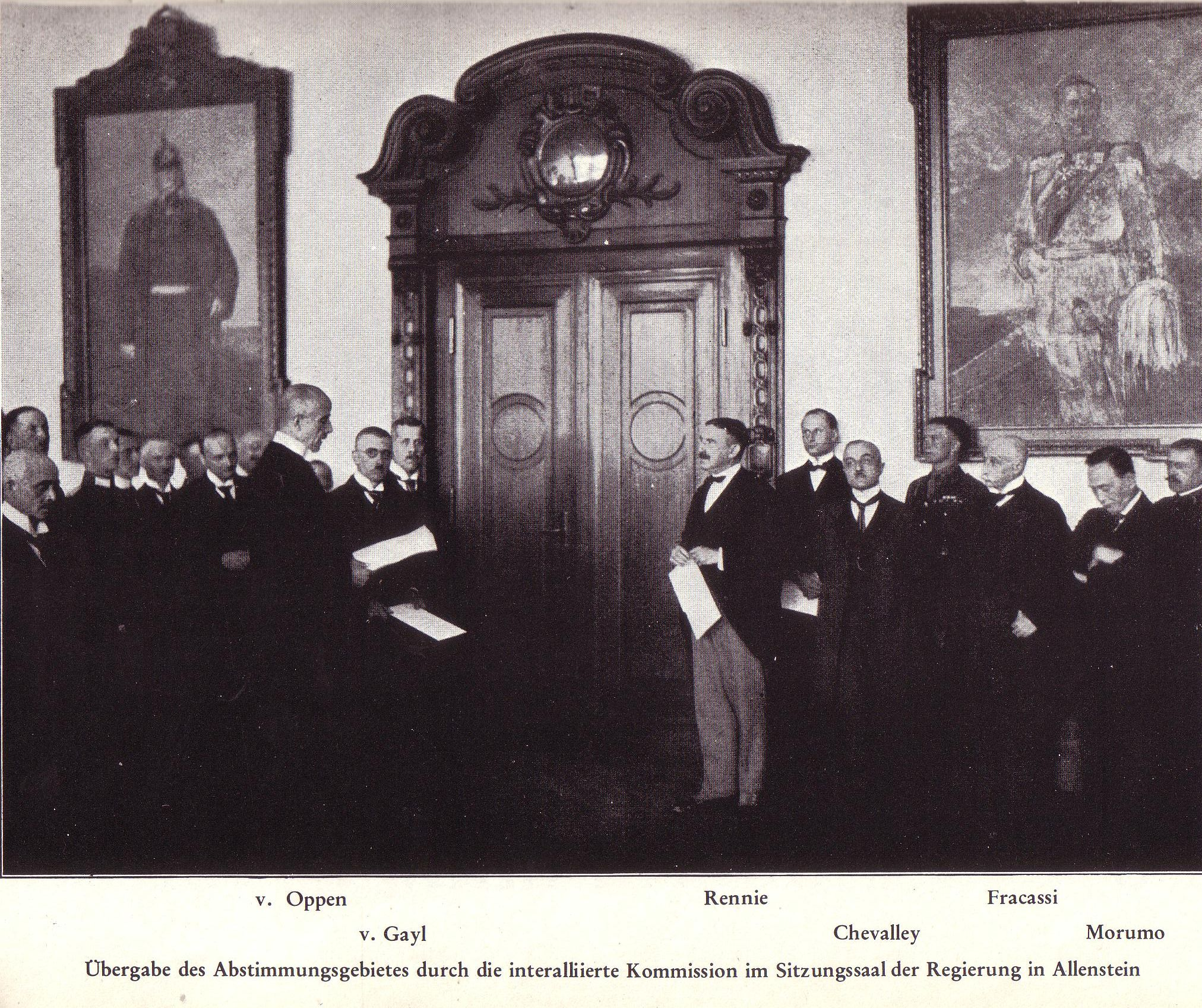
Übergabe des Abstimmungsgebietes

Oppen selbst studierte Rechtswissenschaft an der Georg-August-Universität. 1892 wurde er Mitglied des Corps Saxonia Göttingen. Nach dem Ersten Examen war er Gerichtsreferendar (1895) und Regierungsreferendar (1897) in Oppeln. Ab 1900 arbeitete er als Regierungsassessor in Posen. 1904 wurde er Landrat des Kreises Samter. 1909 wurde er zum Geh. Regierungsrat und Vortragenden Rat in der Reichskanzlei ernannt. Im Ersten Weltkrieg diente Oppen 1915 als Polizeipräsident in Łódź und 1916 als Direktor im Kriegsernährungsamt. Von 1917 bis 1924 war er Regierungspräsident im Regierungsbezirk Allenstein. Am 16. August 1920 übernahm er das Abstimmungsgebiet Allenstein von der Interalliierten Kommission. Mit Ernst Bolck bekleidete er kommissarisch den Posten des Regierungspräsidenten im Regierungsbezirk Königsberg. Ab 1921 vertrat er Allenstein und die DVP im Provinziallandtag der Provinz Ostpreußen. Nach seinem Tod rückte Max Lion nach.
Oppen heiratete am 23. Juli 1903 in Ober-Ellguth Asta von Roeder (* 21. Juli 1882, † 28. Mai 1976), Tochter der Bertha Freiin von dem Bussche-Ippenburg gen. von Kessel, und des Konrad von Roeder-Ober-Ellguth, Landrat a. D. sowie Landeshauptmann von Schlesien. Das Paar hatte mehrere Kinder:
- Konrad Karl Matthias Heinrich Albrecht (* 23. April 1904; † 30. April 1987), deutscher Politiker (CDU), Ehrenkommendator des Johanniterordens
- Christian Günther Matthias Hans Joachim (* 9. August 1906)
- Robert Matthias Georg Julius Wilhelm (* 6. Oktober 1910)
- Bertha Luise Asta Martha Elisabeth (* 8. Mai 1914)